# Carlo Cascone
Carlo Cascone (Treviso, 11 ottobre 1976) è un attore e conduttore televisivo italiano.

## Biografia
Muove i primi passi nel mondo dello spettacolo come videogiornalista e autore di programmi per Sei Milano come ad esempio Kattive Kompagnie.
In seguito passa a Rai 2, voluto da Gregorio Paolini che lo affianca a Tamara Donà alla conduzione di Shout: Urlatori  con la regia di Celeste Laudisio.
L'anno successivo conduce insieme a Filippa Lagerbäck il settimanale musicale Controvento, su Italia 1.
Attore di teatro, per il cinema recita a fianco di Lino Banfi e Nino Manfredi nel film Un difetto di famiglia , film per la regia di Alberto Simone.